# Língua rennellesa
Rennell-Bellona, ou Rennellês, é uma língua Polinésia falada na Província de Rennell e Bellona das Ilhas Salomão por cerca de 2.400 pessoas, aproximadamente, 0.4% da população local. O idioma tem origem na família Austronésia e é sonoramente semelhante a outras línguas polinésias como o havaiano.

## História
Rennellês, Rennell ou Bellonês é apenas uma da muitas línguas do Pacífico que é falada na parte central das Ilhas Salomão, principalmente em Rennell e Bellona (Jonsson, 1999). As ilhas possuem esses nomes em decorrência da ocupação britânica, sendo "Bellona" um navio inglês e James Rennell um oceanógrafo. Devido à longa permanência desses europeus na região um pidgin da língua inglesa se tornou a língua mais falada em Rennell e Bellona, até a segunda Grande Guerra. Nesse período, foram palco, junto com o Havaí, da Batalha de Midway entre Japão e Estados Unidos. Com o fim da guerra, ambas ilhas ficaram sob o domínio dos aliados, conquistando sua independência somente em . No trabalho de construção de seu governo, o Rennellês foi reconhecido como língua oficial local .
O estudo da gramática e a documentação da língua foi majoritariamente feita por dinamarqueses especialmente o linguista Samuel H. Elbert., após várias visitas as ilhas polinésias nos anos 70 e 80. Suas publicações incluem: "Echo of a Culture: A Grammar of Rennell and Bellona"(Eco de uma cultura: Uma Gramática de Rennell e Bellona) e "Dictionary of The Language of Rennell and Bellona"(Dicionário da língua de Rennell e Bellona).

## Etimologia

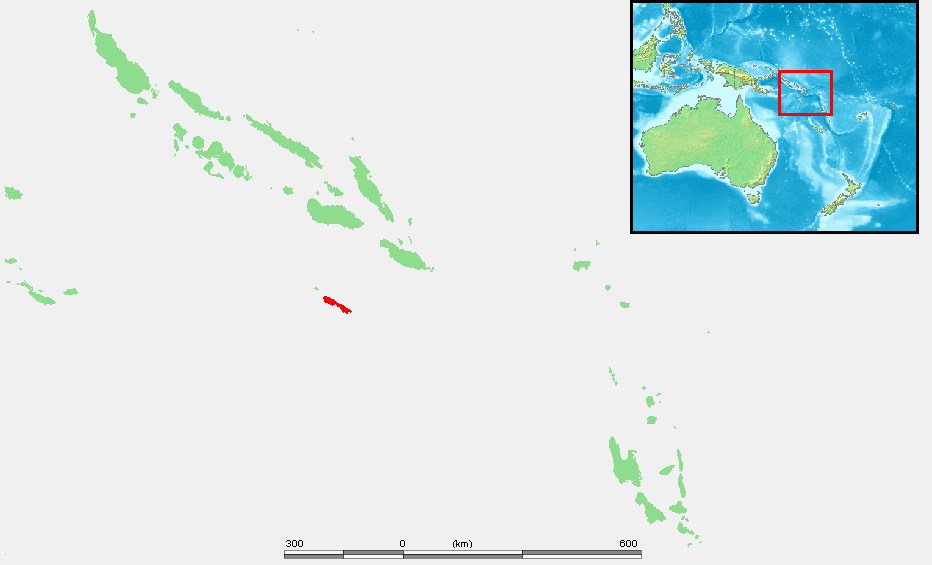
Localização das ilhas Rennell-Bellona

Dos mais de 550 mil habitantes das Ilhas Salomão, pouco mais de 2 mil falam o Rennellês, sendo que os  nativos que hoje vivem nas ilhas referem-se a si mesmos como Avaiki, palavra derivada dos nomes nativos das ilhas Mungiki(Belona) e Mugaba (Rennell). A origem de tais termos não é completamente compreendida, mas acredita-se que possam significar, respectivamente, "montanha pequena" e "ilha grande", devido as terminações -giki(pequeno) e -gaba(grande). Os grupos étnicos nessas ilhas são bem diferentes e dispersos, vivendo em pequenos vilarejos com sua própria cultura e religião.

## Distribuição
A língua Rennellesa é falada principalmente nas ilhas de Rennell e Bellona localizadas na Oceania, possuindo um dialeto para cada ilha que possuem algumas modificações fonéticas entre si. O idioma também possui uma grande semelhança sonora com outras línguas da família Austronésia como o havaiano ou o tuamotuano, isso pode ser constatado através da observação da frequência de certas consoantes presentes nos idiomas como é possível ver na tabela abaixo.
| fonemas | rennellês | bellonês | havaiano | tuamotuano |
| ------- | --------- | -------- | -------- | ---------- |
| t       | 9,1       | 8,7      | 8,0      | 6,9        |
| k       | 7,3       | 7,0      | 7,2      | 8,0        |
| h,f     | 4,6       | 4,3      | 5,8      | 5,9        |
| n       | 4,6       | 4,5      | 5,6      | 3,2        |
| '       | 4,2       | 4,0      | ---      | ---        |
| m       | 4,2       | 4,0      | 3,9      | 2,5        |
| g       | 3,7       | ---      | 6,6      | 5,9        |
| p       | 1,2       | 1,4      | 2,1      | 2,0        |
| ng      | 1,2       | 5,6      | ---      | 1,5        |
| s       | 1,0       | 1,0      | ---      | ---        |
| b/v     | 1,1 (b)   | 1,2 (b)  | 1,4      | 0,7(v)     |
| l       | 0,3       | 0,3      | ---      | ---        |
| gh      | 0,2       | 0,3      | ---      | ---        |
| total:  | 42,7      | 42,3     | 40,6     | 36,6       |

### Vitalidade
O Rennellês e é classificado como uma língua em desenvolvimento. O número de falantes é de apenas 2.400, mas há uso e transmissão intergeracional da língua, permitindo que ela cresça. Rennellês é usado como primeira língua pela maioria das pessoas de Rennell e Bellona. Serve a muitos propósitos, sendo usada em educação, negócios e socialização. A longo prazo, o Rennellês poderá ter um maior crescimento se mais material tecnológico for feito para preservar e disseminar a linguagem.

## Fonologia
O inventário fonético do Rennellês conta com 13 fonemas consonantais e 5 fonemas vocálicos, como consta nas tabelas a seguir.

### Consoantes
P, T, K  são oclusivas regulares; o som de B (v) mais GH, H, S são as fricativas; M, N, NG são as nasais; L é a única lateral; G é uma pré-nasal (conf. Elbert, 1988); ' é uma glotal que ocorre antes de vogais.
|                         | bilabial | dental | velar | palato-alveolar | glotal |
| ----------------------- | -------- | ------ | ----- | --------------- | ------ |
| oclusiva                | p        | t̪      | k ɡ   |                 | ʔ      |
| fricativo sibilante     | β        | v      |       | s               |        |
| fricativo não sibilante |          |        | ɣ     |                 | h      |
| nasal                   | m        | n̪      | ŋ     |                 |        |
| lateral                 |          | l      |       |                 |        |

O dialeto de Bellona contém todos os fonemas acima com exceção do /g/

### Vogais
São os sons A, E, I, O, U. Todas as vogais existem tanto na forma longa quanto na forma curta, sendo que as vogais longas são escritas duplicadas.
|         | anterior | central | posterior |
| ------- | -------- | ------- | --------- |
| fechada | i        |         | u         |
| média   | ɛ        |         | o         |
| aberta  |          | a       |           |

### Sílabas
A estrutura silábica típica do Rennellês é CV (consoante + vogal). As sílabas têm em geral mais vogais, sendo poucos os grupos consonantais.

## Escrita
A língua Rennellesa usa o alfabeto latino adaptado à sua fonologia. Usam-se as cinco vogais. Entre as consoantes não usam C, D, F, J, Q, R, W, X, Y, Z. Usam-se as formas Gh e Ng.
| Letra | Fonema | Pronúncia                     |
| ----- | ------ | ----------------------------- |
| a     | a      | paz                           |
| b     | β      | sem correspondência           |
| e     | ɛ      | pé                            |
| g     | ɡ      | gado                          |
| h     | h      | garrafa                       |
| i     | i      | quis                          |
| k     | k      | casa                          |
| l     | l      | laringe                       |
| m     | m      | múmia                         |
| n     | n̪      | nunca                         |
| o     | o      | olho                          |
| p     | p      | pomba                         |
| s     | s      | suicídio                      |
| t     | t̪      | temperamento                  |
| u     | u      | burro                         |
| v     | v      | vaca                          |
| gh    | ɣ      | agora(português europeu)      |
| ng    | ŋ      | nhoque                        |
| '     | ʔ      | à ' aula (pausa entre vogais) |

## Gramática

### Hierarquia
Os elementos no Rennellês são hierarquizados seguindo a seguinte ordem: afixos, partículas, radicais, derivativos, compostos, frases, sentenças, cláusulas e discuso.

#### Afixos
Constituídos geralmente de sons únicos como -i, sufixo de verbos que indica plural. Raramente possuem mais de quatro sílabas.

#### Partículas
Consistem, em sua maioria, de uma ou duas sílabas que acompanham outro termo, como "noko" partícula temporal verbal que indica passado.

#### Radicais e Derivativos
Diferentemente dos afixos e partículas, que apresentam sentido gramatical, os radicais possuem sentido lexical e quando combinados com afixos formam derivativos.

#### Compostos
Compostos são a junção de um ou mais derivativos que podem constituir um significado não dedutível a partir das palavras originais. Exemplo:
1. te kài áhi.
(art) comer fogo
O cigarro

#### Frases
Existem dois tipos de frases: as frases verbais e as frases nominais. As frases verbais são formadas, majoritariamente, por um marcador do verbo e um verbo, podendo ser adicionado também um advérbio e radical qualificador do verbo. As frases nominais são constituídas, em sua maioria, por uma preposição, um artigo, um radical e as vezes uma partícula ou radical qualificador.

#### Determinante
Termo conveniente para pronomes possessivos e demonstrativos iniciados com -t no singular e sem prefixo no plural.

#### Sentenças
Podem ser foneticamente definidas como enunciados seguidos de pausa com diminuição gradual do tom de voz ou tom de pergunta. Sentenças podem ser simples, complexas ou sem verbo.

#### Cláusula
Uma cláusula é uma sentença que pode ser unida com uma ou mais de seu tipo para formar uma sentença complexa.

#### Discurso
Forma natural na qual a comunicação da língua é observada, não possuindo classificação, dependendo exclusivamente do estilo pessoal do autor.

### Pronomes
Existem quatro tipos de pronomes: pessoal, aglutinativo, indefinido e interrogativo.

#### Pessoais
Os pessoais possuem algumas peculiaridades como pronomes inclusivos e exclusivos e pronomes duplos. Os pronomes na 1ª pessoa podem se referir ao enunciador e interlocutor (inclusivo) ou ao enunciador e uma terceira pessoa (exclusivo). Os pronomes duplos se referem a duas pessoas, por exemplo, na primeira pessoa expressa algo como "nós dois", na segunda pessoa "vocês dois" e na terceira "eles dois". São utilizados depois de marcadores de sujeito.
Tabela completa dos pronomes abaixo. 
| Pessoa                      | Singular | Duplo Longo a -b -c | Duplo curto a -b | Duplo curto -b -c | Plural Longo a -b -c | plural curto a -c | Plural curto -b -c |
| --------------------------- | -------- | ------------------- | ---------------- | ----------------- | -------------------- | ----------------- | ------------------ |
| 1ª(inclusivo) 1ª(exclusivo) | au ---   | ki-taa-ua ki-maa-ua | ki-taa ki-maa    | taa-ua maa-ua     | ki-ta-tou ki-ma-tou  | ki-tou ---        | ta-tou ma-tou      |
| 2ª                          | koe      | kou---gua           | ---              | ---               | kou--tou             | ---               | ---                |
| 3ª                          | ia       | ki-gaa-ua           | ki-gaa           | gaa-ua            | ki-ga-tou            | ---               | ga-tou             |

#### Demonstrativos
Servem para marcar e distinguir entidades na frase. Equivalem a palavras como "isto" ou "aquilo", sendo  empregados antes dos substantivos. Tabela detalhada com os demonstrativos abaixo.
| Próximo ao locutor | Indeterminadamente próximo | Próximo ao interlocutor | Distante ou invisível |
| ------------------ | -------------------------- | ----------------------- | --------------------- |
| tee-nei            | te-hea                     | tee-naa                 | tee-gaa               |
| ko-nei             | he-hea                     | teiana                  | teeiaa                |
| pee-nei            | ko-hea                     | ko-naa                  | ko-gaa                |
| nei                | ia                         | pee-naa                 | pee-gaa               |
|                    | hea                        | na                      | gaa                   |

#### Interrogativos
Utilizados para realizar perguntas. Alguns podem sofrer reduplicação, entretanto, seu significado não é completamente conhecido. Abaixo tabela com os pronomes e seus possíveis significados.
| pronome | significado                  | exemplo                                |
| ------- | ---------------------------- | -------------------------------------- |
| Hea     | Onde, que, o que e como      | Ki hea? Para onde?                     |
| Tehea   | onde, que, o qual (singular) | Tehea te pegea? Onde está a pessoa?    |
| kohea   | onde, que, o qual (plural)   | Kohea te pegea? Onde estão as pessoas? |
| Ai      | quem                         | Ko ai noko a'u? Quem veio?             |

#### Possessivos
Os possessivos no idioma possuem dois tipos: os simples e os duplicados. Os simples possuem dois ou três morfemas e ocorrem como determinantes. Os reduplicados possuem três ou quatro morfemas e poder agir como substitutos para substantivos, frases preposicionais, verbos qualificadores e  verbos.
A tabela abaixo lista todos os pronomes.
| Pessoa do discurso | Singular              | Singular reduplicado | Duplo     | Duplo reduplicado | Plural     | Plural reduplicado |
| ------------------ | --------------------- | -------------------- | --------- | ----------------- | ---------- | ------------------ |
| 1ª(inclusivo)      | to-o-ku               | t-o-'o-ku            | t-o-taa   | t-o-'o-taa        | t-o-ta-tou | t-o-'o-ta-tou      |
| 1ª(exclusivo)      | ---                   | ---                  | t-o-maa   | t-o-'o-maa        | t-o-ma-tou | t-o-'o-ma-tou      |
| 2ª                 | t-o-u, t-e-o-u, s-o-u | t-o-'o-u             | t-o-u-gua | to-'o-u-gua       | t-o-u-tou  | t-o-'o-u-tou       |
| 3ª                 | t-o-na                | t-o-'o-na            | t-o-guaa  | t-o-'o-guaa       | t-o-ga-tou | t-o-'o-ga-tou      |

Os pronomes podem ter seu "o" central substituído por um "a".

### Frase Verbal
Verbos são divididos em dois tipos: transitivo ou intransitivo. Essa divisão depende de acompanhamentos descritos na tabela abaixo.
| Tipo do verbo       | Marcador de foco | Marcador de sujeito | Marcador de objeto antes de substantivo comum | Marcador de Objeto antes de nome pessoal | Marcador de Objeto antes de pronome |
| ------------------- | ---------------- | ------------------- | --------------------------------------------- | ---------------------------------------- | ----------------------------------- |
| Transitivos         |                  |                     |                                               |                                          |                                     |
| i (a) -t            | ia               | e                   | ø,a                                           | i (a),ø                                  | i (a) t-, a t-,ø                    |
| ki(a) -t            | ø                | a, ø                | ki(a)                                         | kia                                      | ki(a) t-                            |
| Intransitivos       |                  |                     |                                               |                                          |                                     |
| verbos de movimento | ø                | a, ø                | ---                                           | ---                                      | ---                                 |
| verbos estáticos    | ø                | a                   | ---                                           | ---                                      | ---                                 |

Note que os verbos transitivos possuem duas formas i(a) -t e ki(a) -t. Elas aparece em verbos que, respectivamente, indicam ação física no objeto direto e não indicam ação imediata no objeto direto.

#### Estrutura da frase verbal
A estrutura da frase verbal, geralmente, segue a seguinte ordem: Partícula indicadora de tempo + Verbo + Marcador de sujeito + Marcador de foco + Objeto.Exemplo:
1. Noko taa e ia Moa.
(pretérito)+ bater+ sujeito+ foco+ Moa 
Ele bateu no Moa

### Frases Nominais
As frases nominais consistem simplesmente de uma preposição, um determinante e um substantivo. Algumas preposições e seus significados estão listados abaixo.
| Preposição | significado             |
| ---------- | ----------------------- |
| Ko         | marcador de tópico      |
| A          | marcador de aposição    |
| O e a      | marcador de possessivos |
| Mai e i(a) | marcador de fonte       |
| Ma         | comitativo              |
| Pe         | Simulativo              |
| Taa        | vocativo                |

Exemplos de frases nominais:
Ko ai tona ingoa —Ele é grato
Ko ia tagamagie —  Qual(literalmente "quem") o nome dele
Te polo a te tangata — Os cocos do homem
Ko Mautikitiki ma ngu ona haitaina —  Mautikitiki e seus irmãos mais novos
E hua pe te ta'e — ser do mesmo tamanho de excretas

### Substantivo
A maioria dos substantivos são formados por um radical + afixo e, geralmente, uma partícula. Eles aparecem antes do artigo "te" ou seus derivados "gua", "na", "he" e "b'ai".
Curiosamente não existem palavras equivalentes a "substantivo" ou "verbo" na língua Rennellesa.

### Ordem das palavras
A ordem tradicional das palavras para Rennellês é verbo + sujeito + objeto, mas entre as gerações mais jovens, a ordem das palavras sujeito + verbo + objeto é usada. Os pesquisadores especulam que isso se deve a influências externas dos missionários e da Segunda Guerra Mundial. O uso de qualquer uma das palavras geralmente depende da pessoa que fala ou com quem se pode estar falando. Ambas as declarações e perguntas podem ter diferentes formas de serem expressas exclusivamente com base em quem é o falante.
A morfologia de Rennellese é polissintética, o que significa que tem um número quase infinito de morfemas que podem ser colocados em uma palavra. Não só algumas palavras podem ter muitos morfemas, mas o intervalo entre tais morfemas também é alto.

### Reduplicação
Muitas palavras em Rennellês usam reduplicação total ou parcial. O propósito da reduplicação na é inteiramente compreendido, mas aparentemente ocorre por razões fonéticas para dar mais dinamicidade a fala. Também pode servir para pluralizar certas palavras. Exemplo:
taangata, homens; tangata, homem

## Vocabulário

### Palavras estrangeiras
Devido ao longo contato dos rennelleses com o idioma inglês, há diversas palavras emprestadas dessa língua que são empregadas atualmente. Palavras como "time" e "dresser" não possuem origem polinésia e são utilizadas diariamente, preservando o significado original em inglês.
Existem indícios de vocábulos emprestados de línguas pertencentes a outras ilhas, devido a diversas palavras comuns no rennellês que não possuem origem polinésia como 'abingi que não possui semelhança com um termo polinésio, entretanto é muito semelhante a palavra ambini no idioma de Guadalcanal, uma ilha ao norte de Rennell e Bellona.

### Amostra de texto
Abaixo está uma amostra de texto obtido através da transcrição de uma canção popular na ilha.
| Renellês | Português |
| --- | --- |
| Kenakena te ngangi o Semoana, Na'e ou angatonu noku tuku matamata, Tangohia ki te ngangi mangama, Saunia ki taku kakatu'a,Te okiokinga o Tetonusanga. | Rico com frutas em todos os ramos [é] o céu de Semoana Mas a sua parte sagrada, que [você] enviou ainda é leve (não madura) [Deixe a árvore] ser coberta [com frutas] num céu de luz Eu faço mágica Kuba no meu pequeno templo, O lugar de descanso de Tetonusanga. |

### Contagem
A contagem na língua possui uma importância cultural muito grande, uma vez que foi desenvolvida para contar as frutas e peixes escolhidos a serem mostrados aos deuses em rituais religiosos. Entretanto, nem todas as coisas são contadas na ilha. A idade, por exemplo, não é contada através de números, mas por "fases da vida" como infância (mi'ime'a 'anga), adolescência (bagokaa 'anga), meia idade (mi'itauiku 'anga), velhice (tauiku) e idade muito avançada (hu 'autauiku). As horas são contadas baseando-se no céu.
Os números podem variar drasticamente dependendo do dialeto e conforme o tipo de coisa que está sendo contada. Abaixo estão listados os números de um até nove.
| números | dígitos                | dígitos                |
| ------- | ---------------------- | ---------------------- |
| 1       | tasi (dialeto Bellona) | tahi (Dialeto Rennell) |
| 2       | Gu(a)                  |                        |
| 3       | togu                   |                        |
| 4       | haa                    |                        |
| 5       | gima                   |                        |
| 6       | ono                    |                        |
| 7       | hitu                   |                        |
| 8       | bagu                   |                        |
| 9       | iba                    |                        |

A formação de números maiores que nove é muito diversa, mas geralmente se segue a estrutura: palavra que categoriza o número (tabela abaixo)+ tuma'a + e(opcional) + dígito. Portanto, o número onze é comumente dito como haaka tuma'a tasi ou haaka tuma'a e tasi. 
Abaixo é apresentada uma tabela com a formação de números em algumas ocasiões. Note que o "D" indica a posição em que o dígito deve ser adicionado e caso não apareça, sua posição segue o modelo tradicional.
| categoria                                          | Inferior a dez | +10             | 20-90                            | +100                | 200-900            | 1000 | 10.000 | 100.000 |
| -------------------------------------------------- | -------------- | --------------- | -------------------------------- | ------------------- | ------------------ | ---- | ------ | ------- |
| geral                                              | D              | katoa, angahugu | katoa haka-D, D-katoa,D-angahugu | gau                 | D-nga gau          | noa  | bane   | tuia    |
| seres animados (humanos, peixes grandes, pássaros) | toka-D         | tina angahugu   | Tino-D, tino                     | tino te gau, te gau | --incerto--        | noa  | bane   | tuia    |
| peixes pequenos                                    | toka-D         | mataa angahugu  | mataa-D                          | mata te gau         | D-gau, mataa-D gau | noa  | bane   | tuia    |
| cocos e objetos esféricos                          | tau-D          | hiiniu          | D-nga hiiniu                     | tehua, gau          | D-nga tehua        | mano | bane   | tuia    |